# سرانزا
سرانزا (بالفارسية: سرانزا) هي قرية تقع في Poshtkuh Rural District في إيران. يقدر عدد سكانها بـ 122 نسمة بحسب إحصاء 2016.